# Berezova Hat, Cervonoarmiisk
Berezova Hat (în ucraineană Березова Гать) este un sat în comuna Kurne din raionul Cervonoarmiisk, regiunea Jîtomîr, Ucraina.

## Demografie
Componența lingvistică a localității Berezova Hat
     Ucraineană (99,2%)
     Alte limbi (0,8%)
Conform recensământului din 2001, majoritatea populației localității Berezova Hat era vorbitoare de ucraineană (99,2%), existând în minoritate și vorbitori de alte limbi.